# Новопетровский (Костромская область)
Новопетровский — упразднённый посёлок в Шарьинском районе Костромской области России. Входил в состав Одоевского сельского поселения. В 1998 году включен в состав села Одоевское и исключен из учётных данных.

## География
Посёлок находился в восточной части Костромской области, в пределах Ветлужско-Унженской низменности, в подзоне южной тайги, на расстоянии приблизительно 28 километров (по прямой) к юго-востоку от города Шарьи, административного центра района. Ныне представляет собой южную часть села Одоевское.

### Климат
Климат характеризуется как умеренно континентальный, с холодной снежной зимой и относительно тёплым летом. Среднегодовая температура воздуха — 2,2 °C. Средняя температура воздуха самого холодного месяца (января) — −13,3 °C (абсолютный минимум — −44 °C); самого тёплого месяца (июля) — 17,9 °C (абсолютный максимум — 36 °С). Годовое количество атмосферных осадков — 556 мм, из которых большая часть выпадает в тёплый период. Продолжительность вегетационного периода составляет 120—125 дней.